# Fred Thompson
Pour les articles homonymes, voir Frederick Thompson et Thompson.
Fred Dalton Thompson, né le 19 août 1942 à Sheffield, dans l'Alabama, et mort le 1er novembre 2015 à Nashville, dans le Tennessee, est un avocat et un acteur américain qui fut sénateur républicain du Tennessee au Congrès des États-Unis de 1994 à 2003.
Il a été candidat à l'investiture républicaine pour l'élection présidentielle de 2008.
Il fut également un contributeur occasionnel à l'American Enterprise Institute, et un analyste politique pour ABC News Radio.

## Biographie

### Études et carrière professionnelle

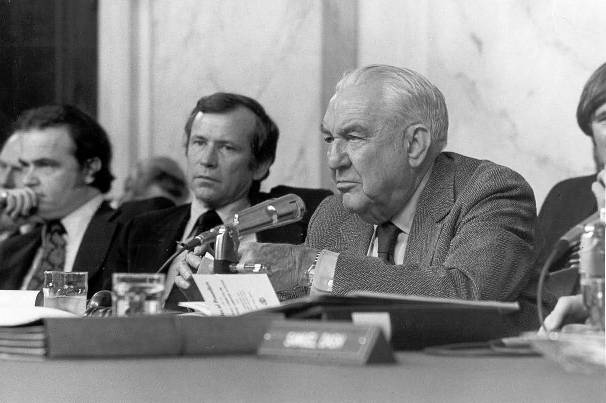
Fred Thompson et les sénateurs Howard Baker et Sam Ervin lors de la commission sénatoriale sur le scandale du Watergate en 1973.

Fred Thompson a grandi à Lawrenceburg dans le Tennessee. En 1964, il est diplômé en philosophie et en science politique de l'université publique de Memphis.
En 1967, il est diplômé en droit de l'université Vanderbilt et est admis au barreau du Tennessee en 1967.
De 1969 à 1972, il est adjoint de l'US Attorney. Procureur adjoint à Nashville, il gagne 14 de ses 15 procès contre des escrocs et des voleurs de banque.
En 1972, il dirige avec succès la campagne de réélection du sénateur Howard Baker. À 30 ans, il est conseiller juridique des républicains à la commission d'enquête du Sénat sur le scandale du Watergate. Il serait l'auteur de la question de Baker demandant ce que le président Richard Nixon savait et quand il l'avait su.
En 1977, Thompson eut en charge un dossier politico-judiciaire délicat qui se termina par la démission du gouverneur Ray Blanton, accusé de vendre ses grâces à des prisonniers. L'affaire fit l'objet d'un film, Marie, en 1985, dans lequel Thompson joua son propre rôle. Ce film lança sa carrière d'acteur. Il joua dans une trentaine de films et séries télévisées, aux côtés de vedettes comme Robert De Niro, Bruce Willis ou Clint Eastwood.

### Sénateur des États-Unis (1994-2003)

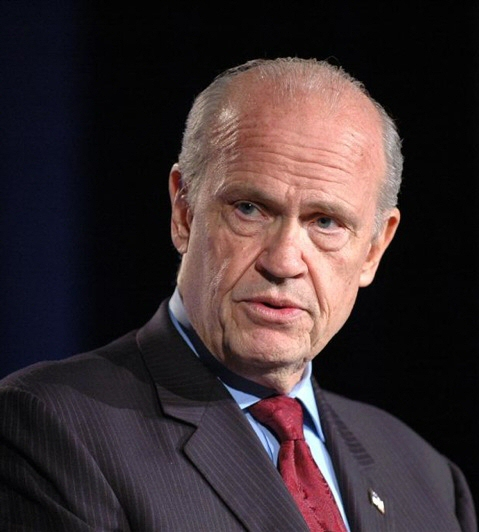
Fred Dalton Thompson

À l'issue de l'élection présidentielle de 1992, le sénateur démocrate du Tennessee Al Gore devient vice-président des États-Unis. Thompson se présente alors à sa succession au Sénat des États-Unis sous les couleurs du Parti républicain. Il ne rencontre que peu d'opposition durant la primaire républicaine et affronte le représentant démocrate Jim Cooper lors de l'élection partielle de novembre 1994. Les premiers sondages le donnent distancé par Cooper, de nombreux électeurs restant indécis. Il entame alors une campagne à travers le Tennessee à bord d'un pick-up rouge, habillé de chemises de travail, à la rencontre de l'électorat ouvrier. Cet épisode lui permet de se présenter comme un outsider, malgré ses années de lobbyiste à Washington, et d'attaquer son adversaire, membre de la Chambre des représentants et fils d'un ancien gouverneur,. Le 8 novembre 1994, à l'occasion d'une vague républicaine au niveau national, il est élu sénateur des États-Unis avec 60 % des suffrages pour terminer le mandat d'Al Gore.
Thompson prend ses fonctions le 2 décembre 1994. Il est presque immédiatement choisi par les républicains pour donner la réplique officielle des républicains à une interview télévisée de Bill Clinton.
Lors des élections sénatoriales de 1996, Thompson est candidat à un mandat complet. Il affronte alors le démocrate J. Houston Gordon, avocat connu pour avoir défendu William Calley pour le massacre de Mỹ Lai. Bien qu'Al Gore fasse régulièrement campagne dans le Tennessee, l'élection sénatoriale étant couplée à l'élection présidentielle, Thompson fait figure de favori. Alors que le Tennessee est remporté par le ticket Bill Clinton-Al Gore (48 % contre 46 % pour le ticket républicain), Thompson est facilement réélu avec 61 % des voix contre 37 % pour Gordon.
Après deux ans au Sénat, il prend la présidence de la commission sénatoriale des affaires gouvernementales. Il préside la commission de 1997 à 2011, le conduisant à enquêter sur les allégations de trafic d'influences de la Chine sur les affaires politiques américaines avant les élections de 1996, et qui compromettaient le bureau du vice-président Al Gore.
Durant son mandat, Thompson vote pour l'essentiel des propositions du « Contrat avec l'Amérique ». Contrairement à d'autres républicains, davantage tournés vers le conservatisme social, le message politique de Thompson est orienté vers un gouvernement efficace et la responsabilité fiscale. À certaines occasions, il prend ainsi des positions contraires au Parti républicain, soutenant par exemple le McCain–Feingold Act visant à réformer le financement de la vie politique. À ce titre, il soutient également une limitation du nombre de mandats dans le temps et s'oppose à de nombreuses réglementations du gouvernement fédéral. 
Thompson est cité comme candidat potentiel la vice-présidence lors de l’élection présidentielle de 2000. Lors des primaires républicaines, il apporte son soutien à Lamar Alexander puis, après le retrait de ce dernier, à John McCain, dont il copréside dès lors la campagne.
Thompson ne se représente pas en 2002 et met un terme à sa carrière politique active. Sur ses 90 propositions de loi, quatre seulement auront été adoptées. Il évoque un temps pourtant l'idée de se représenter après les attentats du 11 septembre 2001 mais la mort soudaine de sa fille lui enlève toute envie de recommencer une campagne électorale.

### Cinéma et politique

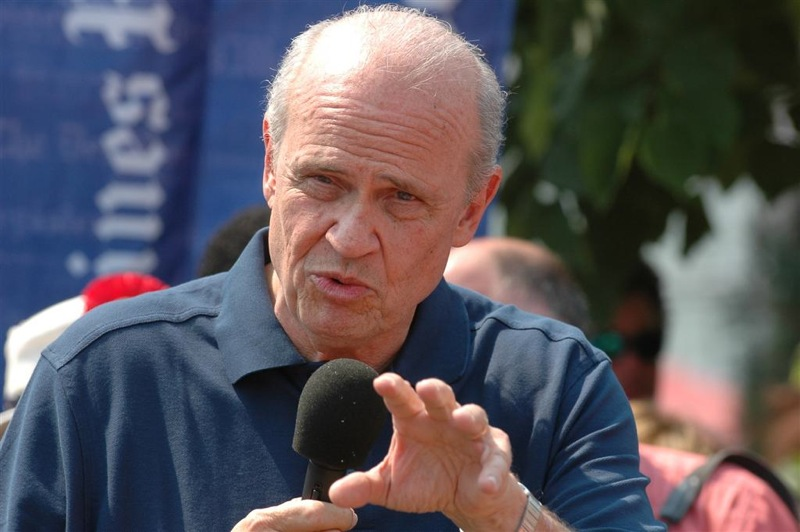
Fred Thompson en 2007 dans l'Iowa

Dans les derniers mois de son mandat, il reprit sa carrière d'acteur en rejoignant l'équipe de la série télévisée New York, police judiciaire, où il joue le rôle du District Attorney, Arthur Branch. Il fut alors le premier sénateur américain ayant en parallèle une carrière d'acteur à la télévision.
En 2004, Thompson participa à la convention républicaine à New York puis en 2005, à la demande du président George W. Bush, conseilla le juge John G. Roberts, Jr. lors de ses auditions devant le Sénat pour reprendre le poste de Sandra Day O'Connor à la Cour suprême des États-Unis.

#### Candidat à l'élection présidentielle de 2008
En 2006, Thompson déclina l'invitation de Républicains d'être candidat au poste de gouverneur du Tennessee mais en mars 2007, il laissa ouverte la possibilité pour lui de se présenter aux primaires républicaines de l'élection présidentielle américaine de 2008.
Le 5 septembre 2007, il annonce officiellement sa candidature lors d'une interview télévisée à l'émission de Jay Leno, The Tonight Show sur NBC.
Les sondages le créditent alors de 19 % d'intentions de vote pour les primaires républicaines, juste derrière Rudy Giuliani en tête chez les Républicains avec 32 % d'intentions de vote.
L'enthousiasme qu'il suscite avant sa candidature s'estompe cependant à la suite de sa piètre performance lors de ses premiers pas dans la campagne électorale, son apparente indolence et les doutes qu'il suscite dans la presse sur la réalité de son ambition personnelle, misant davantage sur celle de son épouse. Après une série de résultats décevants lors des premières primaires et caucus (il est arrivé sixième dans la primaire du New Hampshire, cinquième dans celle du Michigan et du Nevada et troisième lors du caucus de l'Iowa), il décide de se retirer de la course présidentielle le 22 janvier 2008 après sa troisième place lors des primaires de Caroline du Sud où, avec 16 % des voix, il ne réussit pas à asseoir sa crédibilité auprès de l'électorat le plus conservateur.

### Famille
En septembre 1959, Fred Thompson se marie à l'âge de 17 ans avec  Sarah Elizabeth Lindsey, alors qu'elle était enceinte. Leur fils Frederick Dalton « Tony » Thompson Jr. est né en avril 1960. Le couple Thompson aura encore deux autres enfants, un garçon et une fille, Elizabeth, avant de divorcer en 1985.
Sa fille, Elizabeth « Betsy » Thompson Panici, est morte en janvier 2002 d'une overdose de médicaments.
Le 29 juin 2002, Thompson épouse en secondes noces Jeri Kehn, une consultante politique des médias, âgée de 35 ans. Le couple a deux enfants.
Thompson est membre de l'Église du Christ.

## Filmographie

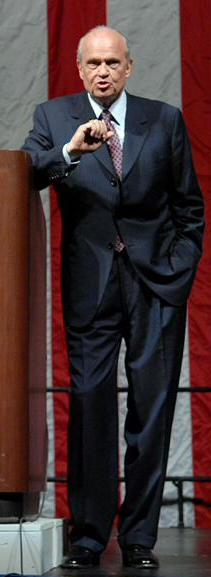
Fred Thompson dans le rôle d'un homme politique pour le cinéma

### Cinéma
- 1985 : Marie : lui-même
- 1987 : Sens unique (No Way Out) : Marshall, le directeur de la CIA
- 1988 : Feds (en) de Daniel Goldberg (en) : Bill Bilecki
- 1989 : Les Maîtres de l'ombre (Fat Man and Little Boy) : Maj. Gen. Melrose Hayden Barry
- 1990 : À la poursuite d'Octobre rouge (The Hunt for Red October) : contre-amiral Joshua Painter - USS Enterprise
- 1990 : Jours de tonnerre (Days of Thunder) : Big John
- 1990 : 58 minutes pour vivre (Die Hard 2) : Trudeau
- 1991 : Le Vol de l'Intruder (Flight of the Intruder) : le président de la cour martiale
- 1991 : Affaire non classée (Class Action) : Dr George Getchell
- 1991 : L'Équipe de casse-gueule (en) (Necessary Roughness) de Stan Dragoti : Carver Purcell
- 1991 : La P'tite Arnaqueuse (Curly Sue) : Bernard Oxbar
- 1991 : Les Nerfs à vif (Cape Fear) : Tom Broadbent
- 1992 : Aigle de fer 3 (Aces: Iron Eagle III) : Stockman
- 1992 : Cœur de tonnerre (Thunderheart) : William Dawes
- 1992 : Sables mortels (White Sands) : le trafiquant d'armes no 2
- 1993 : Quand l'esprit vient aux femmes (Born Yesterday) : Sen. Hedges
- 1993 : Dans la ligne de mire (In the Line of Fire) : Harry Sargent, le Chef de cabinet de la Maison Blanche
- 1994 : Bébé part en vadrouille (Baby's Day Out) : FBI Agent Dale Grissom
- 2005 : Zig Zag, l'étalon zébré (Racing Stripes) : Sir Trenton (voix)
- 2005 : Last Best Chance (vidéo) : Président Charles Ross
- 2005 : Looking for Comedy in the Muslim World : Sen. Fred Dalton Thompson
- 2010 : Secretariat : Bull Hancock
- 2012 : Sinister : le shérif

### Télévision
- 1988 : Unholy Matrimony (TV) : Frank Sweeny
- 1992 : Le Lit des mensonges (en) (Bed of Lies) (TV) : Richard 'Racehorse' Haynes
- 1992 : Stay the Night (TV) : Det. Malone
- 1992 : Day-O (TV) : Frank DeGeorgio
- 1992 : Keep the Change (TV) : Otis
- 1993 : Les Requins de la finance (Barbarians at the Gate) (TV) : Jim Robinson
- 2002-2007 : New York, police judiciaire (Law & Order) : le procureur Arthur Branch (116 épisodes)
- 2003-2006 : New York, unité spéciale (Law & Order: Special Victims Unit) : le procureur Arthur Branch (11 épisodes)
- 2004 : Evel Knievel (en) : Jay Sarno
- 2005 : New York, section criminelle (Law & Order: Criminal Intent) : le procureur Arthur Branch (saison 5, épisode 7)
- 2005-2006 : New York, cour de justice (Law and Order: Trial by Jury) : le procureur Arthur Branch (13 épisodes)
- 2011-2012 : The Good Wife : Frank Michael Thomas (saison 2, épisode 20 et saison 3, épisode 18)
- 2015 : Allegiance : le directeur du FBI (saison 1, épisodes 3 et 4)

### Voix francophones
En version française, Fred Thompson est principalement doublé par William Sabatier. Ce dernier le double entre 1989 et 2007 dans les films Les Maîtres de l'ombre, À la poursuite d'Octobre rouge, 58 minutes pour vivre et Cœur de tonnerre, ainsi que dans les séries Law & Order.
Fred Thompson est également doublé à deux reprises chacun par Pierre Hatet dans Sens unique et Dans la ligne de mire, ainsi que par Sady Rebbot dans Jours de tonnerre et Bébé part en vadrouille. Enfin, il est doublé à titre exceptionnel par Marc de Georgi dans Le Vol de l'Intruder, Michel Vocoret dans Affaire non classée, Jacques Deschamps dans La P'tite Arnaqueuse, Jacques Ferrière dans Les Nerfs à vif, Marc Alfos dans Aigle de fer 3 et Michel Bedetti dans Sinister.